# O Muel
O Muel, de son vrai nom Oh Kyung-heon, est un réalisateur et scénariste né en 1971 dans l'île de Jeju-do en Corée du Sud.

## Biographie
O Muel est né et a grandi sur l'île de Jeju, il a étudié la peinture coréenne à l'université nationale de Jeju . 
En 1998, il est devenu le directeur du collectif culturel "Terror J" basé à Jeju et a organisé un festival annuel d'art de rue appelé "Flower for a Head". O est également co-directeur de la "Jeju Independent Film Society" et agit en tant que directeur artistique de la troupe de théâtre "Japari Research Center". 
En tant que réalisateur, il a choisi son lieu natal comme cadre de tous ses films, 
Il est connu au niveau international pour son film à petit budget Jiseul qui a remporté, entre autres, en 2013 le Grand Prix du jury au Festival du film de Sundance 2013 qui est le principal festival américain de cinéma indépendant.

## Filmographie
- 2003 : Putting on Lipstick Thickly (court métrage) : réalisateur
- 2003 : Flower for a Head (court métrage) : réalisateur
- 2009 : Nostalgia : réalisateur, scénariste
- 2010 : Pong Ddol : réalisateur, scénariste, monteur
- 2011 : Wind of Island : réalisateur , scénariste
- 2012 : Jiseul : réalisateur , scénariste
- 2014 : Golden Chariot in the Sky : réalisateur , scénariste
- 2015 : Eyelids : réalisateur, scénariste, monteur, producteur
- 2017 : Mermaid Unlimited : réalisateur